# Loxosceles misteca
La araña violinista mixteca (Loxosceles misteca) es una especie de araña del género Loxosceles, perteneciente a la familia Sicariidae, del orden Araneae. Esta especie endémica de México fue descrita por Gertsch en 1958. El nombre específico misteca hace alusión a la cultura mixteca, que floreció en los estados de Puebla, Oaxaca y Guerrero, siendo este último donde se ubica la localidad tipo. Su mordedura puede ser peligrosa y requiere de atención médica.

## Clasificación y descripción
La coloración de esta especie es típica del género, asemejando a las especies L. reclusa y L. colima, el carapacho es color amarillento a naranja con un patrón oscuro en forma de violín, como el L. colima débilmente indicado. La forma general del cuerpo se presenta con patas delgadas, acomodadas a los lados, sin espinas evidentes, el color del opistosoma es marrón: el arreglo ocular es 2:2:2. A diferencia de otras especies, Loxosceles misteca presenta las patas proporcionalmente más cortas. Es una especie de talla chica, llegando a alcanzar 4 centímetros contando las patas.

## Distribución y hábitat
Esta especie endémica se distribuye en México, en los estados de Guerrero, Michoacán, México, Tlaxcala y Morelos. Estas arañas pueden encontrarse debajo de piedras o en grietas. Se ha observado que pueden habitar dentro de casas.

## Estado de conservación
No se encuentra dentro de ninguna categoría de riesgo en las normas nacionales o internacionales.

## Relevancia médica
Esta especie se encuentra dentro de los organismos considerados de importancia médica. Su mordedura puede llegar a representar un riesgo grave a la salud y requiere atención médica.